# Sân bay quốc tế Bole
Sân bay quốc tế Bole (IATA: ADD, ICAO: HAAB) là sân bay phục vụ thành phố Addis Ababa, Ethiopia. Tên trước đây là Sân bay quốc tế Haile Selassie I, đây là trung tâm chính của hãng Ethiopian Airlines. Hãng hàng không quốc gia này có các tuyến điểm tại Ethiopia và khắp lục địa châu Phi cũng như châu Á, châu Âu, Bắc Mỹ. Sân bay này cũng là nơi hoạt động của các hãng hàng không khác như bmi, Lufthansa, Sudan Airways, và gần đây là KLM. Đây cũng là một trung tâm đào tạo phi công và bảo dưỡng máy bay chính ở châu Phi.
Nhà ga quốc tế mới được khai trương năm 2003 cùng với việc hoàn thành một đường băng mới dài 3800 m.
Năm 2007, sân bay này đã phục vụ 2.837.543 lượt khách.

## Các hãng hàng không và các tuyến điểm
- bmi (Amman, London-Heathrow)
- Daallo Airlines (Hargeisa)
- Djibouti Airlines (Thành phố Djibouti)
- EgyptAir (Cairo)
- Emirates (Dubai, Entebbe)
- Ethiopian Airlines (Abidjan, Accra, Arba Minch, Asosa, Axum, Bahir Dar, Bahrain, Bamako, Bangkok-Suvarnabhumi, Beica, Beijing, Beirut, Brazzaville, Brussels, Bujumbura, Cairo, Dakar, Dar es Salaam, Delhi, Dembidolo, Dessie, Djibouti, Dire Dawa, Douala, Dubai, Entebbe, Frankfurt, Gambela, Gode, Gore, Guangzhou, Harare, Hargeisa, Hong Kong, Inda Selassie, Jeddah, Jijiga, Jimma, Jinka, Johannesburg, Kabri Dar, Khartoum, Kigali, Kilimanjaro, Kinshasa, Lagos, Lalibela, Libreville, Lilongwe, Lomé, London-Heathrow, Luanda, Lusaka, Mekane Selam, Mek'ele, Mizan Teferi, Mumbai, Nairobi, Ndjamena, Paris-Charles de Gaulle, Rome-Fiumicino, Shilavo, Stockholm-Arlanda, Tel Aviv, Tippi, Washington-Dulles)
- Kenya Airways (Djibouti, Dubai, Nairobi)
- KLM (Amsterdam)
- Lufthansa (Frankfurt, Khartoum)
- Saudi Arabian Airlines (Jeddah)
- Sudan Airways (Khartoum)
- TAAG Angola Airlines (Luanda)
- Turkish Airlines (Istanbul-Atatürk)
- Yemenia (Sanaa)